# 7. avgust
7. avgust je 219. dan leta (220. v prestopnih letih) v gregorijanskem koledarju. Ostaja še 146 dni.

## Dogodki
- 1679 – ladjo Le Griffon prenesejo na gornji del Niagarskih slapov, tako postane prva ladja, ki zapluje v preostaneki Velikih jezer
- 1789 – ustanovljeno vojno ministrstvo ZDA
- 1794 – uprejo se kmetje iz pensilvanijske doline Monoghaela zaradi zveznega davka na alkoholne pijače
- 1816 – Simón Bolívar v bitki pri kraju Boyacá premaga Špance
- 1893 – v Benetkah prvič odprt bienale
- 1895 – na vrhu Triglava je postavljen Aljažev stolp (odprtje je bilo 22. avgusta tega leta)
- 1912 – Rusija in Japonska podpišeta sporazum, s katerim si razdelita interesna območja v Mandžuriji in Mongoliji
- 1914:
  - Francija okupira Alzacijo
  - general Joseph Joffre postane načelnik generalštaba francoske kopenske vojske
  - Kraljevina Črna gora napove vojno Nemškemu cesarstvu
  - Britanske oborožene sile se izkrcajo v Ostendu, Calaisu in Dunkirku
- 1927 – odprt Most miru čez Niagaro med mestoma Fort Erie in Buffalo
- 1940 – Tretji rajh priključi Alzacijo in Loreno k svojemu ozemlju
- 1942 – izkrcanje marincev na otoku Guadalcanal (Salomonovi otoki) pomeni prvi ameriški napad v 2. svetovni vojni
- 1947 – Heyerdahlov splav Kon-Tiki se po plovbi čez Tihi ocean raztrešči poleg otoka Raroia in tako dokaže, da je bila takšna plovba mogoča že v prazgodovini
- 1959 – izstreljen Explorer 6
- 1960:
  - Slonokoščena obala postane neodvisna država
  - Fidel Castro prepove vse cerkvene oddaje na kubanskem radiu in televiziji
- 1964 – ameriški Kongres sprejme tonkinško resolucijo, ki ZDA dovoli vmešavanje v vietnamski konflikt
- 1976 – Viking 2 se vtiri v orbito okoli Marsa
- 1998 – v napadih na veleposlaništvi ZDA v Nairobiju (Kenija) in Dar es Salamu (Tanzanija) umre 224 ljudi
- 2008 – Gruzija začne ofenzivo proti upornikom v Južni Osetiji kar sproži Rusko-gruzijsko vojno

## Rojstva
- 1533 – Valentin Weigel, nemški teolog, filozof in mistik († 1588)
- 1598 – Georg Stiernhielm, švedski jezikoslovec, pesnik († 1672)
- 1612 – Boltižar Milovec, hrvaški pisatelj, govornik († 1678)
- 1779 –
  - Carl Ritter, nemški geograf († 1859)
  - Louis-Claude de Saulces de Freycinet, francoski pomorski častnik, kartograf († 1842)
- 1802 – Germain Henri Hess, švicarsko-ruski kemik, zdravnik († 1850)
- 1840 – Edward Henry Palmer, angleški orientalist († 1882)
- 1863 – Scipione Riva-Rocci, italijanski zdravnik († 1937)
- 1867 – Emil Nolde, nemški slikar († 1956)
- 1868 – Ladislaus Josephovich Bortkiewicz, ruski ekonomist poljskega rodu († 1931)
- 1876 –
  - John August Anderson, ameriški astronom († 1959)
  - Mata Hari, nizozemska plesalka, vohunka († 1917)
- 1881 – François Darlan, francoski admiral († 1942)
- 1897 – Axel Ljungdahl, švedski vojaški pilot in general († 1995)
- 1903 – Louis Leakey, kenijski arheolog († 1972)
- 1904 –
  - Ralph Johnson Bunche, ameriški politolog, diplomat, nobelovec 1950 († 1971)
  - Slavko Jan, slovenski gledališki režiser, igralec, pedagog († 1987)
- 1906 – Henry Nelson Goodman, ameriški filozof († 1998)
- 1917 – Charles Gald Sibley, ameriški ornitolog, molekularni biolog († 1998)
- 1928 – James Randi, ameriški čarovnik
- 1940 – Jean-Luc Dehaene, belgijski predsednik vlade
- 1949 – Valid Džumblat, libanonski politik
- 1958 – Paul Bruce Dickinson, angleški težkometalni pevec
- 1960 – David Duchovny, ameriški filmski igralec
- 1971 – Sydney Penny, ameriška igralka
- 1975 – Charlize Theron, južnoafriška filmska igralka, manekenka
- 1987 – Maj Ti Ngujenkim, nemška novinarka in kemičarka
- 1995 – Jaka Hudales, slovenski športnik in evropski mladinski prvak v kickboksu 2012

## Smrti
- 461 – Majorian, rimski cesar (* ok. 420)
- 1106 – Henrik IV., rimsko-nemški cesar (* 1050)
- 1218 – Adolf VI., grof Berga (* 1176)
- 1385 – Ivana Kentska, valižanska princesa, soproga Črnega princa (* 1328)
- 1580 – Lala Mustafa Paša, general in veliki vezir Osmanskega cesarstva (* okoli 1500)
- 1782 – Andreas Sigismund Marggraf, nemški kemik (* 1709)
- 1823 – Matijaš Laáb, prevajalec in pisatelj gradiščanskih Hrvatov (* 1746)
- 1834 – Joseph-Marie Jacquard, francoski izumitelj (* 1752)
- 1848 – Jöns Jacob Berzelius, švedski kemik (* 1779)
- 1855 – Mariano Arista, mehiški predsednik (* 1802)
- 1864 – Janez Avguštin Puhar, slovenski fotograf, izumitelj (* 1814)
- 1872 – Emil Devrient, nemški gledališki igralec (* 1803)
- 1901 – Oreste Baratieri, italijanski general, kolonijalni upravitelj (* 1841)
- 1912 – François-Alphonse Forel, švicarski zdravnik, znanstvenik (* 1841)
- 1921 – Aleksander Aleksandrovič Blok, ruski pesnik (* 1880)
- 1938 – Konstantin Sergejevič Stanislavski, ruski gledališki režiser (* 1863)
- 1941 – Rabindranath Tagore, indijski (bengalski) pesnik, filozof, nobelovec 1913 (* 1861)
- 1947 – Anton Ivanovič Denikin, general ruske carske armade (* 1872)
- 1957 – Oliver Hardy, ameriški filmski igralec, komik (* 1892)
- 1964 – Earl Charles Slipher, ameriški astronom (* 1883)
- 1995 – Brigid Antonia Brophy, angleška pisateljica (* 1929)

## Prazniki in obredi
- Kolumbija – dan bitke pri Boyaci
- Slonokoščena obala - dan republike
- Kiribati – dan mladosti
- Zahodna Samoa – praznik dela